# 弾銃フィーバロン
『弾銃フィーバロン』（だんがんフィーバロン）は、ケイブが1998年9月17日に稼動開始した業務用縦スクロールシューティングゲーム。

## 概要
本作は『怒首領蜂』『エスプレイド』などの弾幕系シューティングとは違い、ケイブ製シューティングでは珍しく弾数が少なめで速度が速い、従来のシューティングゲームに近いスタイルである。ちなみに、ケイブ制作の同様の作品には『虫姫さま』のオリジナルモードがある。
凝った得点システムやゆっくりとした確実な回避が求められる弾幕系シューティングとは異なり、単純明快でスピード感溢れるゲーム性を持っている。一方で、弾が速いため、アドリブでの回避は困難で、慣れ以上にパターンの構築が要求される。また高いスピード感のためいわゆる「事故」が非常に多く、内包する雰囲気とは裏腹に見た目は地味で、人気は怒首領蜂等に比べると若干低い。
一説には、この作品は「シューティング」の原点回帰をテーマとして作られたらしい。シューティングの基本要素である「（敵を）撃つ、（弾を）避ける、（アイテムを）取る」に対する単純明快さがアプローチされている。得点の稼ぎ方もボス戦を除けば、ノーミス、ノーボムでひたすら敵を迅速に倒しアイテムを根こそぎ回収すれば良く、単純明快である。ただし、ボス戦のみは稼ぐためにはパーツを先に破壊しなければならない。
東亜プラン風の硬派なグラフィックとは対照的に、ダンサーのシルエットが舞うボンバー、80年代ディスコ風のBGM、ゲーム中には「フィーバー!」などのシャウトが常時飛び交うなど、独特のハイテンションで混沌とした雰囲気を持っている。なお、ゲーム画面にはリザルト画面でシルエットのみ表示されるが、自機のパイロットはFEVER星出身のトップダンサー「アフロ」「マッコイ」（自機TYPE-A、B）、および「ステファニー」（自機TYPE-C）であり、ゲーム作中以外では全身像が描かれている。
M2ショットトリガーズ第2弾としてPlayStation 4版（ダウンロード専売）が2017年4月28日に配信開始された。移植開発および発売はM2。翌2018年4月4日にはXbox One版も配信された。
2017年にはスピンオフ『フィーバロン学園』の制作も発表された（スタッフは『どきどき魔女神判!』に関わったほとんどのスタッフが担当）。

## システム

### 自機
本作はプレイヤーの操る機体を、以下の要素を組み合わせて自由に作ることが出来る。
機体
「ウェイショット」と呼ばれる2方向弾の角度と、ボンバーの種類が異なる。
- TYPE-A：赤色のウェイショットは真正面に発射される。ボンバーは円形に広がる。
- TYPE-B：黄色のウェイショットは前方30度に広がる。ボンバーは自機の真正面のみに発射される。
- TYPE-C：青色のウェイショットは前方90度に広がる。ボンバーは画面全体に及ぶ。

パワフルショット
ショットボタン押しっぱなしで発射される攻撃の種類が異なる。
- LOCK-ON：赤色のノコギリ状のショットを連射する。このショットは固い敵機に触れると、破壊されるまで狙い続ける。威力は低い。
- BOMB：黄色の速度の遅いミサイルを6発まで発射する。このミサイルの爆風は連鎖して敵機を巻き込むため、集団に対して効果的。威力は画面内に滞空していた時間に比例して高くなる。
- ROLL：青色の貫通力のある光弾が自機の周囲を回転し、ボタンを放した瞬間に前方に射出する。自機の周囲を回転する光弾は東亜プランの『ヴィマナ』のサークルボムを彷彿とさせる。

速度
自機の速度を4段階から選択する。なお、速ければ速いほど当たり判定が大きくなる。ただし3速と4速は当たり判定は同じ。

### SOSシステム
中型の敵を破壊すると赤く点滅するサイボーグ兵士が出現。サイボーグ兵士は出現と同時に画面下部に向かって進み、最下部につくと折り返し、画面最上部に向かって進む。これを獲得するとカウンターがプラスされていくと同時にカウンター分の得点が入る。敵を破壊した時の固有の得点はなく、このカウンターの数が敵を破壊した時に手に入る得点となる。また、一定数集めることにより1UPアイテムが出現する。回収できず画面最上部に到達してしまった場合はサイボーグ兵士が消滅し、カウンターが0になってしまい、ゲーム内のランクがわずかに上がる。
敵出現パターンには、敵を素早く破壊すればその分敵が追加される早回しの要素もある。スコアを稼ぐ方法は「出てきた敵を瞬時に破壊し、早回しを成立すること」に尽きる。

### 隠し要素
- タイトル画面で下上右左上下左右と入力すると、魚ポコの主人公である「魚太郎」でプレイすることができる。この機体は並みの腕前では制御しきれないほどのスピードを持ち、攻撃力が非常に高い。ただし初期状態が最強装備で、パワーアップは出来ず、当たり判定が非常に大きく、ボンバーを撃つこともできない超上級者用の機体。ボンバーの入力をすると、ボンバーを撃つ代わりに、自機の撃つ3WAY弾のうち、両サイドの発射角度を変更できる。制御が難しいが、高火力により硬い敵や画面上方での速攻破壊が可能で、サイボーグの回収速度も速い。ちなみにレバー入力があるたびに鳴き声を発する。「ミュー」という猫の鳴き声がすれば成功。その状態でプレイ開始すると機体セレクト画面なしでゲーム開始する。
- A+Bボタンを押しながらゲームをスタートすると、専用のステージで3分間だけ自機無限でプレイ出来るスペシャルモードがスタートする。自機無限を利用したお試し・練習プレイの他、時間内にどれだけスコアを稼げるかというタイムアタックとしてもプレイできる。
- 1回もミスせずに最終ボスを倒すと、グラッチェ提督操る隠しボスが登場する。弾幕系シューティングを彷彿とさせる激しい攻撃をしてくるが、この隠しボス戦中は自機の当たり判定が消失しているため、ボンバーを使わない限り自機は無敵となり、ボンバーを使いさえしなければどうやっても倒せる（魚太郎の場合も同様に無敵となる）。ちなみに、当時の『ゲーメスト』の攻略記事では「極限にまで高まったダンスエナジーにより無敵」と、あたかもケイブが意図した仕様のように書いていたが、それは誤りで、実際はバグである[3]。このバグは携帯電話移植版では修正されているほか、家庭用版では「ダンスエナジーMAX」という仕様でオンオフが可能になっている[3]。

### 家庭用版からの追加要素
家庭用版では初心者向けのモードとして、スーパーイージーモードが追加された。
このほかにも、3分間のタイムアタックモードに加え、スコア稼ぎを楽しむことができるFEVERモードの追加と4種のBGM(オリジナル、サウンドトラック、FM音源アレンジ、VIP仕様な特別アレンジ)、オンラインランキングが実装された。

## 開発
『バトルガレッガ』のプログラムは矢川忍一人が作ったのに対し、本作のプログラミングには複数の人間がかかわっていたうえ、敵が弾を撃つためのルーチンが共通化されなかったため、ステージごとに敵の挙動が異なる結果となった。
また、本作のBGMはサウンドをストリーミングで流しており、ROMの都合上音源はモノラルである。

### 家庭用ゲーム機への移植
本作はM2によるシューティングゲームの移植プロジェクト「M2 Shot Triggers」の一環として、『バトルガレッガ Rev.2016』と同時発売される予定だったが、2016年が『バトルガレッガ』発売20周年だったため、まずは『バトルガレッガ Rev.2016』発売に向けた作業が優先され、その後本作の移植作業が集中的に行われた。
本作を移植した理由について、M2の代表取締役社長である堀井直樹は「アーケード稼働当時、友人が毎週本作のスコアアタックをしていたが、サイボーグ兵士一人取り逃がすだけで全国レベルのスコアを狙えなくなるほどピーキーなシステムに苦しめられていた。友人の様子を見て自分も興味を抱いていたが、アーケードでプレイするのは大変だと思い、いつか家で遊べるようにしたいと思っていた」とGame Watchのインタビューの中で述べているほか、ファミ通とのインタビューではドットから東亜プランの雰囲気が現れている点も移植の理由であると述べている。
移植の際はプレイヤーがアーケード版の面白さを理解できるような工夫が施され、その一環としてスーパーイージーモードが導入されたほか、敵の動作速度などを変更できるカスタムモードも導入された。スーパーイージーモードはショットと連射ボタンを押すと自機の移動速度が下がる仕様となっており、本作のディレクターである久保田和樹はこの仕様を導入した理由について「ボス戦では弾幕を避けるためにゆっくり動きたい時がある」ためだとファミ通とのインタビューの中で述べている。
家庭用版のプログラマーである福井将之は、移植にあたりプログラムの違いに苦労し、最終的には弾の速さを共通化し、複数方向に弾を放つ敵については個別に処理したうえで弾の数を減らした。
本作でもM2ガジェットが導入されており、スコアや残機のほかにも、ステージの進捗や敵弾の速度、さらにはステージ内にあるセクションごとのスコアが表示される。また、BGMのリズムに合わせて外枠が光るほか、枠の色もステージのイメージカラーに合わせて変化する。
家庭用版のキービジュアルは、スピーカーとミラーボールの下に三種類の自機があるというものであり、キービジュアルを手掛けた冬野灰馬はファミ通とのインタビューの中で、「ゲーム画面は驚くほどオーソドックスなSFテイストで演出はすごくファンキーと噛み合ってない。その妙なプレイの印象を象徴するビジュアルを表現したくて、ハードなメカとフィーバーな部分という構図にしました。」とキービジュアルの構成の理由について述べ、作業中は「宇宙バカ☆ディスコ」と呼んでいたと振り返っている。
家庭用版では、オリジナルのモノラル音源を含め4種類のBGMが用意されており、そのうち1つはサウンドトラックに収録されているステレオ音源バージョンであり、もうひとつは春日達彦によるFM音源アレンジバージョンである。FM音源アレンジバージョンは、春日がシリーズディレクターの長野敦也から「東亜プラン風のアレンジBGMを作ってほしい」という依頼を受け、本作のサウンドドライバーを解析したところ、東亜プランの音源はZ80 CPUで動作できると判断し、『ゼロウイング』の基板と東亜プランのものと同じ機能を持つサウンドドライバーを用いてアレンジしたものを録音してストリーム再生するという形で実現した。4種類目のBGMは、エムツーのchibi-techによるアレンジであり、原作をモチーフとした現代風のダンスミュージックに仕上がっている。

## 備考
『ゲーメスト』の読者投稿ページにて、本作の物語のプロローグ部分の連載漫画が掲載されていた。
ケイブが運営する『ゴシックは魔法乙女』のケイブIP合同イベントでは、アフロとマッコイが出演している。